# Chaponnay

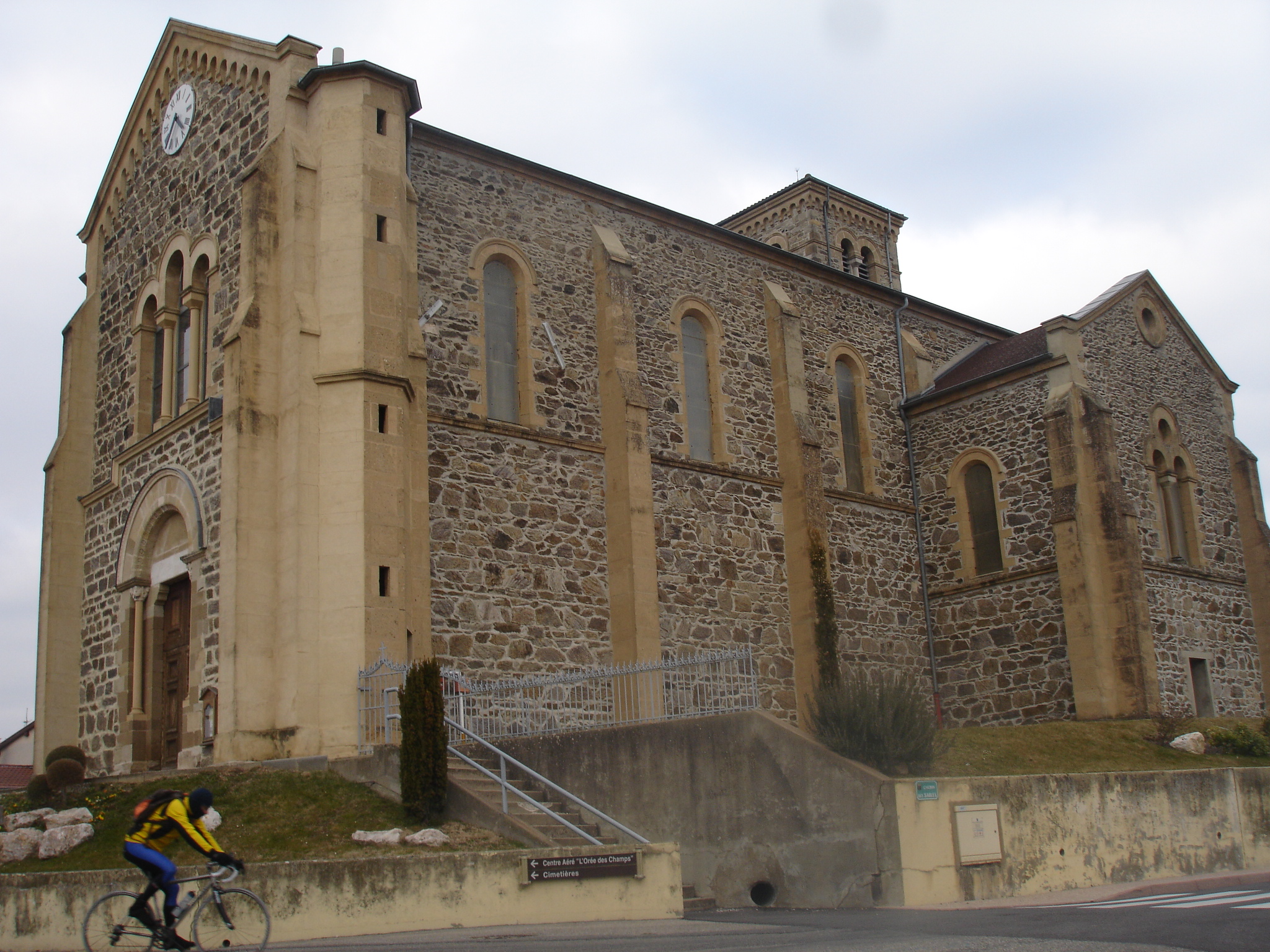
Kościół św. Bartłomieja w Chaponnay

Chaponnay – miejscowość i gmina we Francji, w regionie Owernia-Rodan-Alpy, w departamencie Rodan.
Według danych na rok 1990 gminę zamieszkiwało 2913 osób, a gęstość zaludnienia wynosiła 154 os./km² (wśród 2880 gmin regionu Rodan-Alpy Chaponnay plasuje się na 304. miejscu pod względem liczby ludności, natomiast pod względem powierzchni na miejscu 549.).